# Vuohisaari (ö i Södra Savolax, Nyslott, lat 61,75, long 29,03)
Vuohisaari är en ö i Finland. Den ligger i sjön Pihlajavesi och i kommunen Nyslott i  landskapet Södra Savolax, i den sydöstra delen av landet, 280 km nordost om huvudstaden Helsingfors. Öns area är 7,5 hektar och dess största längd är 0,8 kilometer i öst-västlig riktning.